# Jack Metcalf
Jack Metcalf (Marysville, 30 novembre 1927 – Langley, 15 marzo 2007) è stato un politico statunitense, membro della Camera dei Rappresentanti per lo stato di Washington dal 1995 al 2001.

## Biografia
Nato e cresciuto nello Stato di Washington, dopo il servizio militare Metcalf lavorò con l'FWS e in seguito alla laurea svolse la professione di insegnante.
Negli anni sessanta entrò attivamente in politica e servì nella legislatura statale come esponente del Partito Repubblicano. In questi anni cercò due volte di farsi eleggere al Senato, ma in entrambi i tentativi fu sconfitto dal democratico in carica Warren Magnuson. Nel 1992 si candidò alla Camera dei Rappresentanti contro il deputato in carica Al Swift, che lo sconfisse. Due anni dopo Swift si ritirò e Metcalf si candidò nuovamente per il seggio, riuscendo a vincerlo.
Conservatore in materia fiscale, Metcalf fu piuttosto indipendente in materia sociale; per esempio sostenne la Sea Shepherd Conservation Society di Paul Watson combattendo la caccia alla balena.
Dopo tre mandati da deputato Metcalf decise di ritirarsi dalla vita politica. Morì nel 2007 a causa della malattia di Alzheimer.